# Wellen (Mosel)

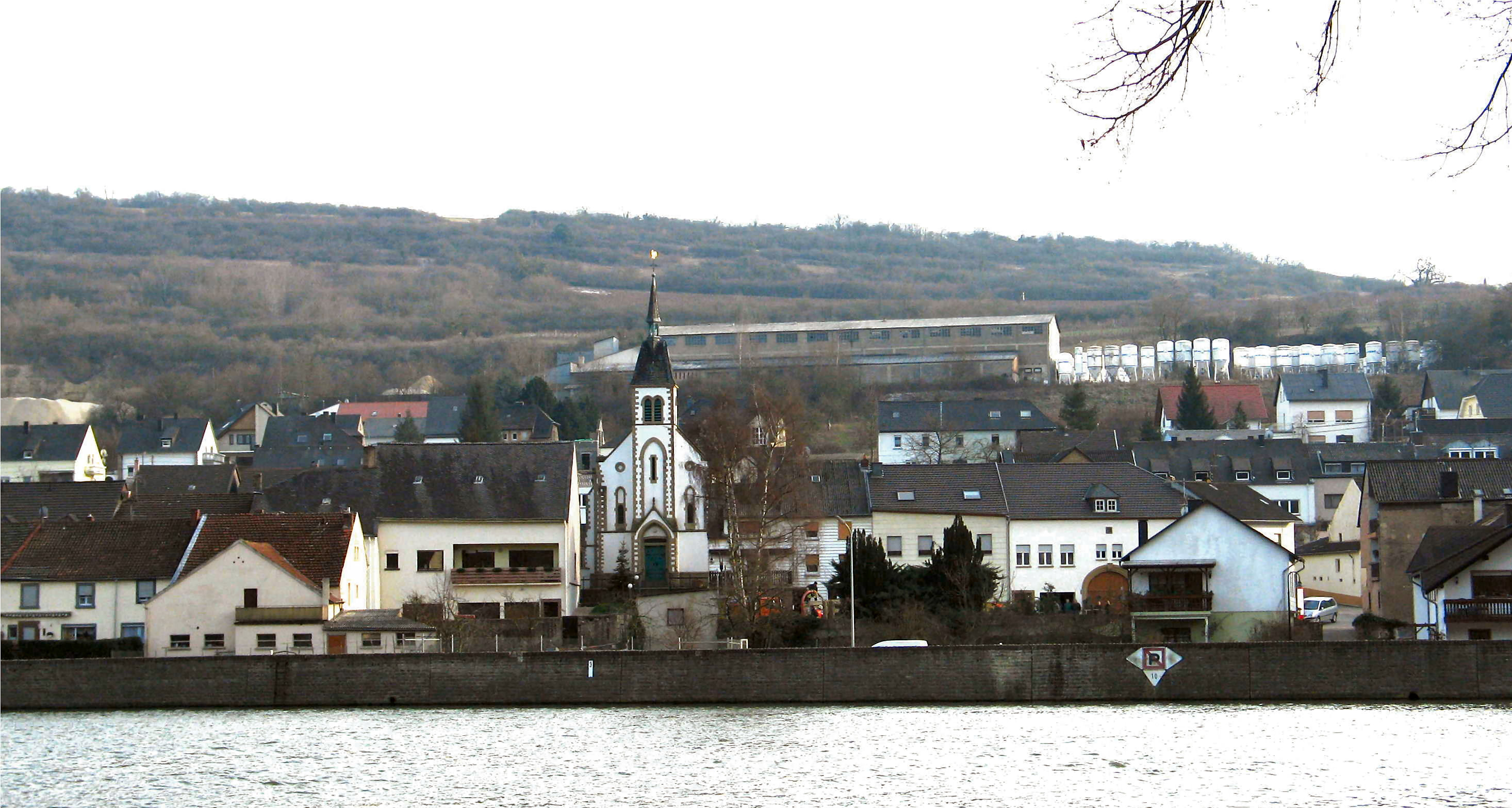
Wellen mit Bergbauanlagen im Hintergrund

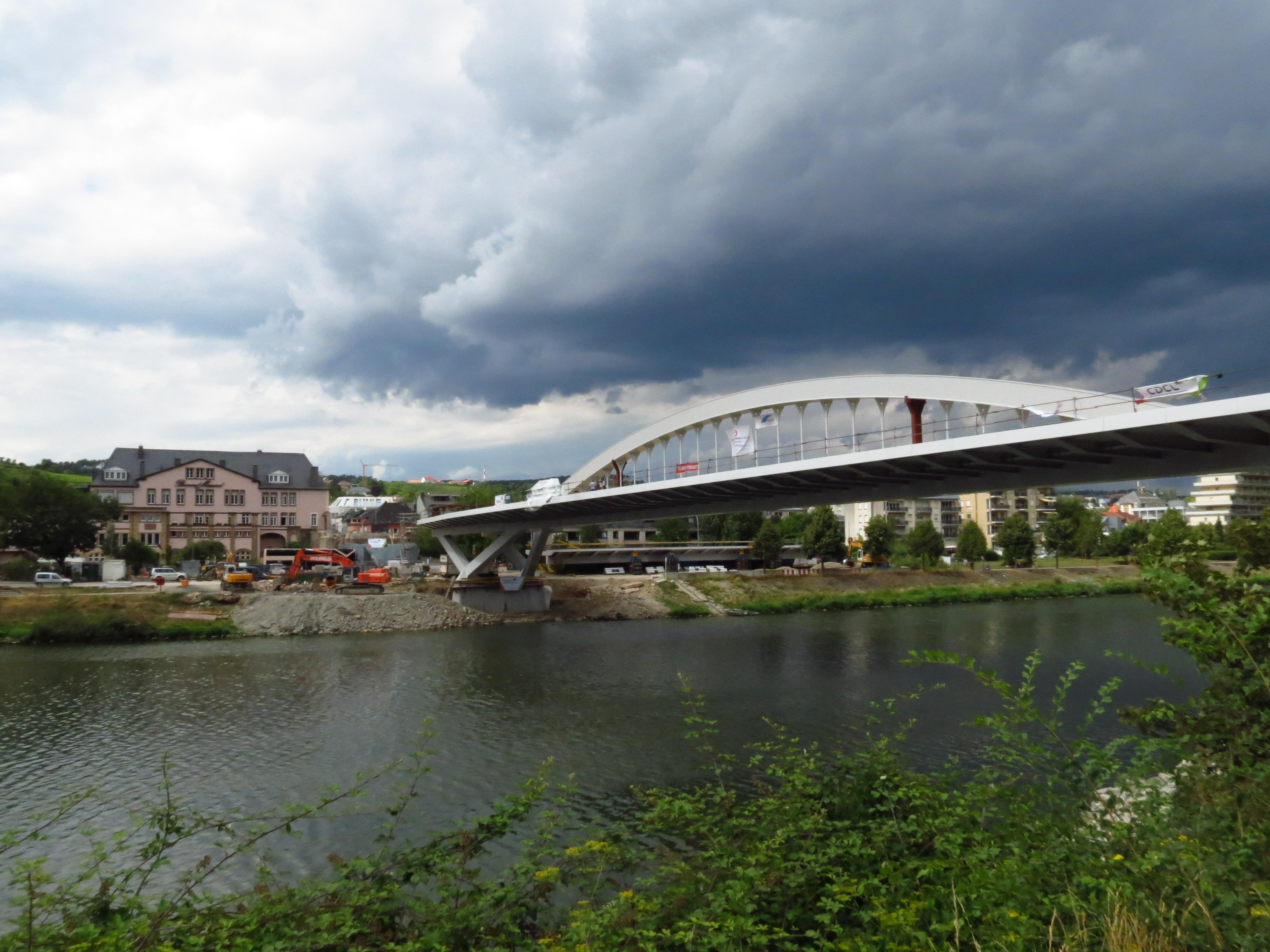
Grenzbrücke über die Mosel zwischen Grevenmacher und Wellen

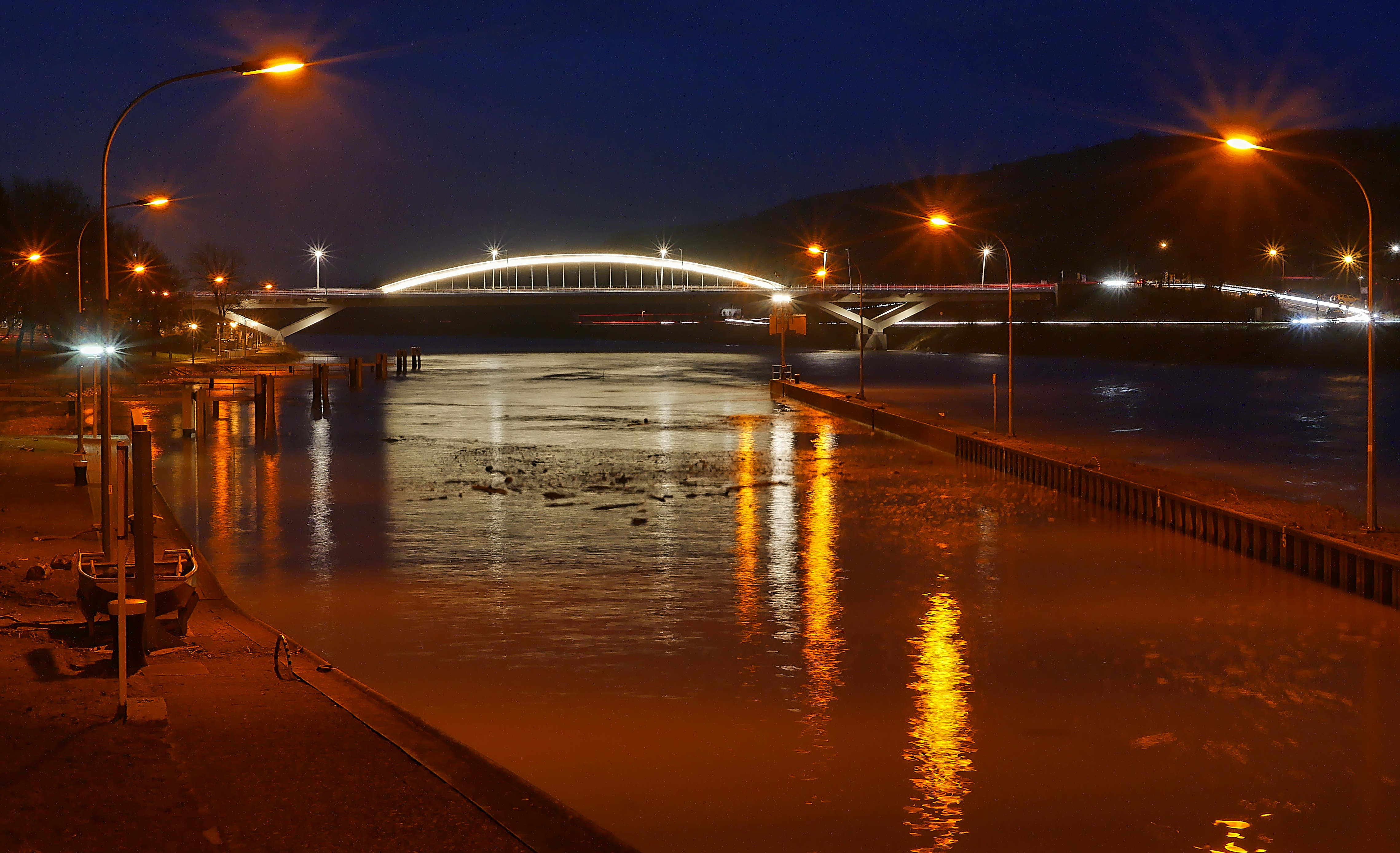
Grenzbrücke mit Brückenkopf auf deutscher Seite

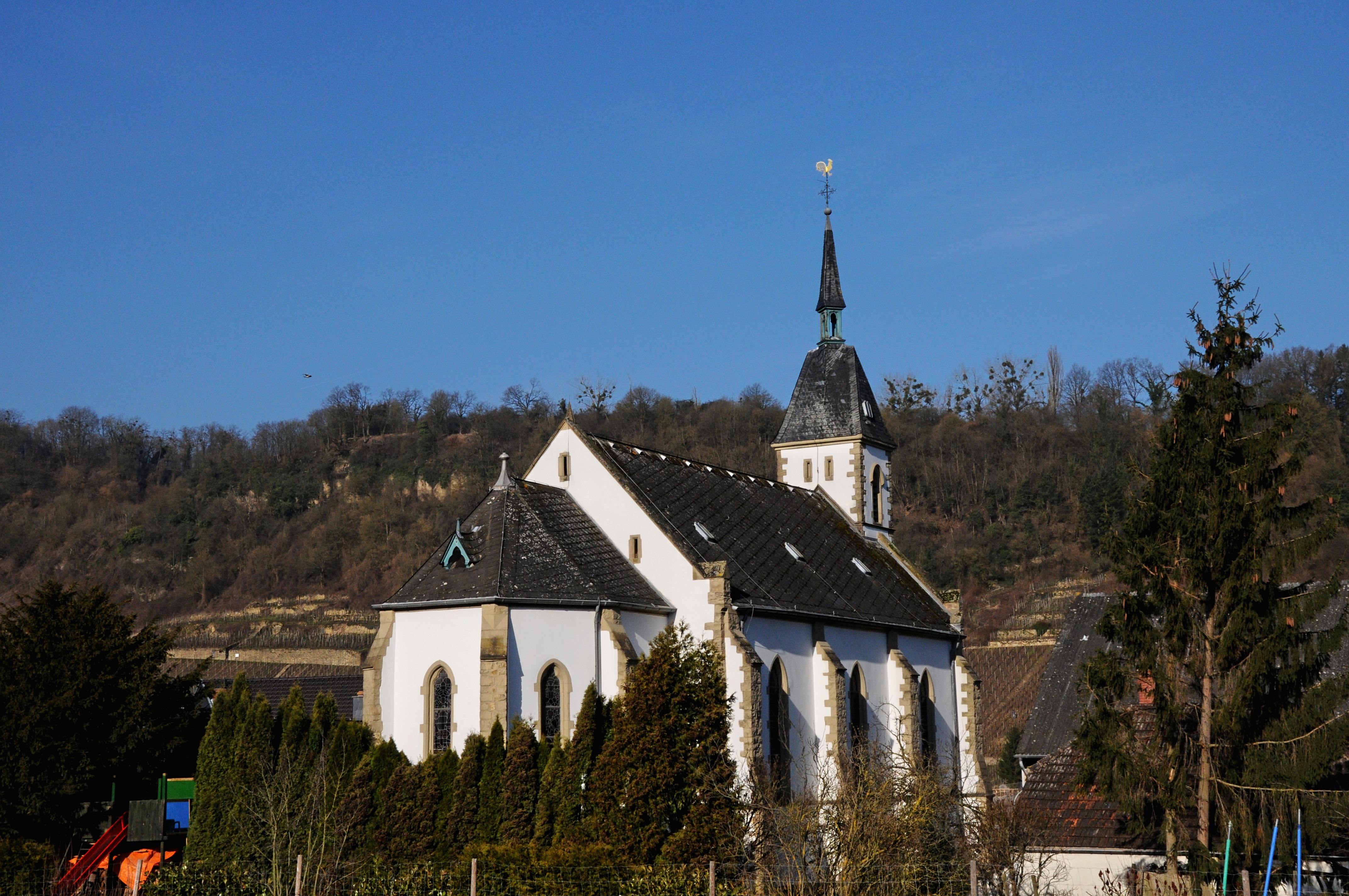
St. Kunibert

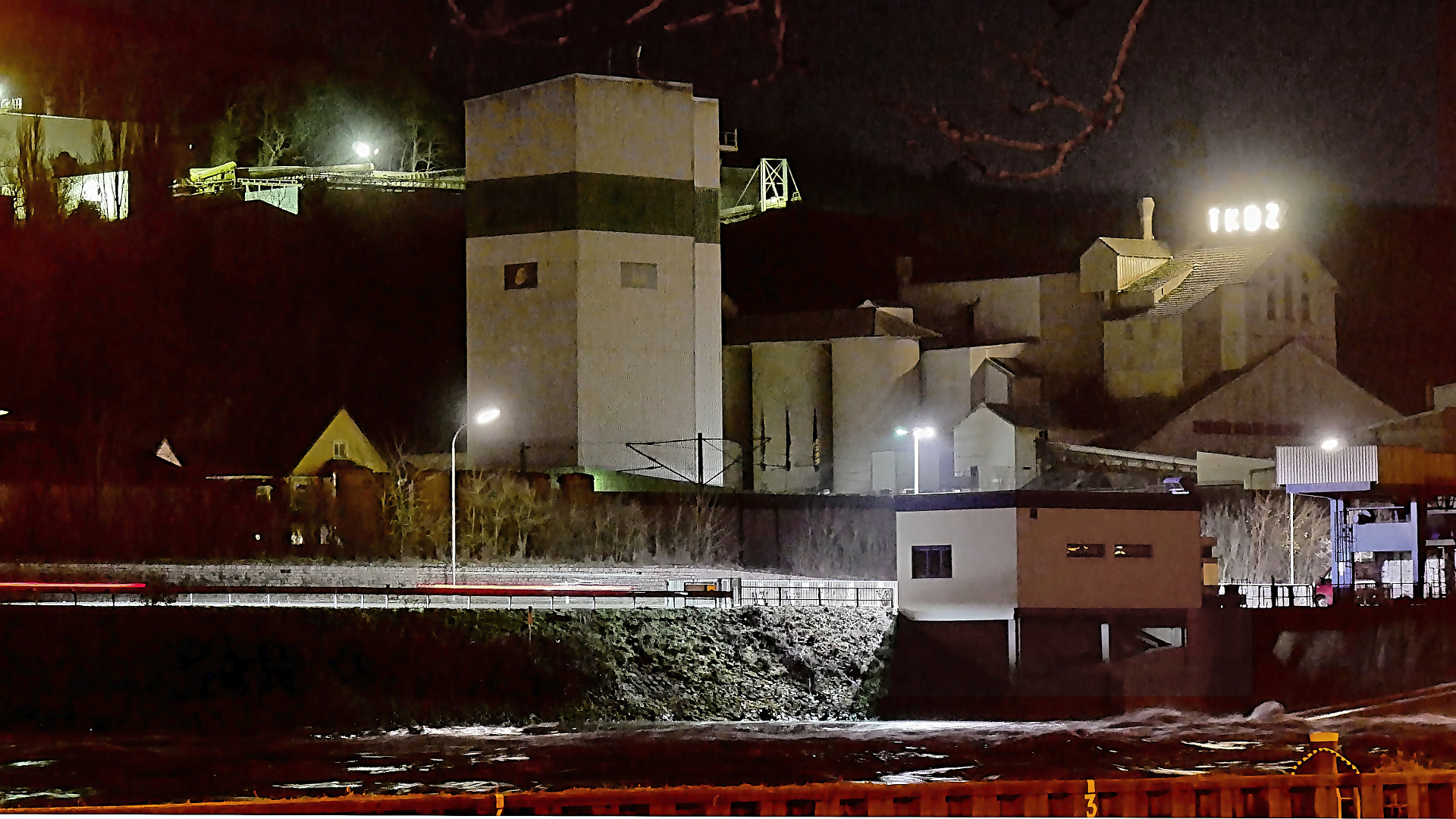
Bergbauanlagen des Dolomit-Bergwerks

Wellen ist eine Ortsgemeinde im Landkreis Trier-Saarburg in Rheinland-Pfalz. Sie gehört der Verbandsgemeinde Konz an.

## Geographie

### Geographische Lage
Wellen liegt im Westen der Verbandsgemeinde Konz, an der Mosel gegenüber der luxemburgischen Gemeinde Grevenmacher, mit der sie durch die Moselbrücke Wellen–Grevenmacher verbunden ist.
Die Staustufe Grevenmacher–Wellen liegt im gemeinschaftlichen deutsch-luxemburgischen Hoheitsgebiet.
Zwischen Wellen und Temmels mündet der Niederbach in die Mosel. Er hat eine Länge von 1,7 km.

### Nachbargemeinden
Nachbarorte von Wellen sind die deutschen Ortsgemeinden Temmels im Nordosten und Nittel im Südosten sowie – auf der luxemburgischen Seite der Mosel – der Ortsteil Machtum der Gemeinde Wormeldingen im Süden und die Gemeinde Grevenmacher im Norden.

## Geschichte
Im Jahre 646 soll Wellen zum ersten Male mit dem altfränkischen Wort Vualeheim genannt worden sein. Der Name wandelte sich später in Valem, Welem und schließlich Wellen. Möglicherweise stammt der Name Wellen von dem Personennamen Wale eines fränkischen Siedlers ab, der sich mit seiner Sippe an diesem Ort niederließ. Nach 1150 gehörte der Ort zu Luxemburg, später zu den Burgundischen, den Spanischen und den Österreichischen Niederlanden.
1794 besetzten französische Revolutionstruppen das Gebiet und beendeten die alte Ordnung. Der Ort wurde von 1798 bis 1814 Teil der Französischen Republik (bis 1804) und anschließend des Französischen Kaiserreichs. Nach der Niederlage Napoleons kam Wellen aufgrund der 1815 auf dem Wiener Kongress getroffenen Vereinbarungen zur preußischen Provinz Großherzogtum Niederrhein (ab 1822 Rheinprovinz) und darin zur Bürgermeisterei Nittel kam. 1878 erhielt Wellen einen eigenen Bahnhof an der Bahnstrecke Thionville–Trier. Im Zweiten Weltkrieg wurde Wellen zweimal evakuiert.
Am 18. Juli 1946 wurde Wellen gemeinsam mit weiteren 80 Gemeinden der Landkreise Trier und Saarburg dem im Februar 1946 von der übrigen französischen Besatzungszone abgetrennten Saargebiet angegliedert, das zu der Zeit nicht mehr dem Alliierten Kontrollrat unterstand. Am 6. Juni 1947 wurde diese territoriale Ausgliederung bis auf 21 Gemeinden wieder zurückgenommen, damit kam Wellen an das 1946 neugebildete Land Rheinland-Pfalz.
Bevölkerungsentwicklung
Die Entwicklung der Einwohnerzahl von Wellen, die Werte von 1871 bis 1987 beruhen auf Volkszählungen:
| Jahr | Einwohner |
| ---- | --------- |
| 1815 | 227       |
| 1835 | 256       |
| 1871 | 281       |
| 1905 | 380       |
| 1939 | 635       |

| Jahr | Einwohner |
| ---- | --------- |
| 1950 | 683       |
| 1961 | 830       |
| 1970 | 753       |
| 1987 | 675       |
| 2005 | 736       |

| Jahr | Einwohner |
| ---- | --------- |
| 2010 | 828       |
| 2015 | 802       |
| 2020 | 828       |
| 2023 | 828       |

## Politik

### Gemeinderat
Der Ortsgemeinderat in Wellen besteht aus zwölf Ratsmitgliedern, die bei der Kommunalwahl am 9. Juni 2024 in einer Mehrheitswahl gewählt wurden, und dem ehrenamtlichen Ortsbürgermeister als Vorsitzendem. Bis zur Wahl 2019 wurde in einer personalisierten Verhältniswahl gewählt, da mindestens zwei Wahlvorschlagslisten eingereicht wurden.
Die Sitzverteilung im Ortsgemeinderat:
| Wahl | SPD               | CDU               | WGR               | Gesamt   |
| ---- | ----------------- | ----------------- | ----------------- | -------- |
| 2024 | per Mehrheitswahl | per Mehrheitswahl | per Mehrheitswahl | 12 Sitze |
| 2019 | —                 | 5                 | 7                 | 12 Sitze |
| 2014 | 2                 | 4                 | 6                 | 12 Sitze |
| 2009 | 4                 | 3                 | 5                 | 12 Sitze |
| 2004 | 4                 | 4                 | 4                 | 12 Sitze |
| 1999 | 6                 | 3                 | 3                 | 12 Sitze |

### Bürgermeister
Dietmar Haag (CDU) wurde am 20. März 2023 Ortsbürgermeister von Wellen. Bei der Direktwahl am 5. März 2023 hatte er sich mit einem Stimmenanteil von 73 % gegen einen Mitbewerber durchsetzen können. Bei der Direktwahl am 9. Juni 2024 wurde er als einziger Bewerber mit 87,5 % für weitere fünf Jahre wiedergewählt.
Haags Vorgänger Hans Dostert hatte das Amt 2009 übernommen. Nach einer Wiederwahl im Jahr 2019 kündigte er im November 2022 an, aus gesundheitlichen und privaten Gründen sein Amt vorzeitig zum 1. Januar 2023 niederlegen zu wollen, wodurch die Neuwahl 2023 erforderlich wurde. Bis 2009 hatte Herbert Huber (SPD) das Amt ausgeübt.

## Kultur
- Liste der Kulturdenkmäler in Wellen

### Vereine
Die ortsansässigen Vereine sind der Turn- und Spielverein TKDZ Wellen 1910 e. V., der Musikverein Concordia Wellen, die Jugendtheatergruppe Wellen, die Freiwillige Feuerwehr Wellen, der Wellener Karnevals-Club e. V. und weitere.

## Wirtschaft und Infrastruktur

### Unternehmen
Seit dem Jahr 1874 wird in Wellen Kalkstein bergwerksmäßig abgebaut. Seit die Weiterverarbeitung vor Ort im Jahr 2003 eingestellt wurde, sank die Anzahl der dort Beschäftigten beträchtlich.
Ende Dezember 2011 gab der Aufsichtsrat der Porr AG die Absicht bekannt, die Trierer Kalk-, Dolomit- und Zementwerke zu erwerben. In einer Veranstaltung stellte das Unternehmen den Bürgern seine Pläne vor, die indes noch der behördlichen Genehmigung bedürfen.

### Verkehr
Der Ort wird von B 419 berührt und hat einen Haltepunkt an der Obermoselstrecke.

## Persönlichkeiten
- Heinrich Haas (1885–1910), Luftfahrtpionier